# Eaglexpress
Eaglexpress was een chartermaatschappij uit Selangor, Maleisië, en als hub Kuala Lumpur International Airport.

## Geschiedenis
Eaglexpress was opgericht tussen een mix van investeerders en de Zuid-Koreaanse overheid, met 60% van het bedrijf bij investeerders en 40% bij de Zuid-Koreaanse overheid.
In 2016 ging de luchtvaartmaatschappij failliet.

## Vloot
De vloot van Eaglexpress toen ze failliet gingen

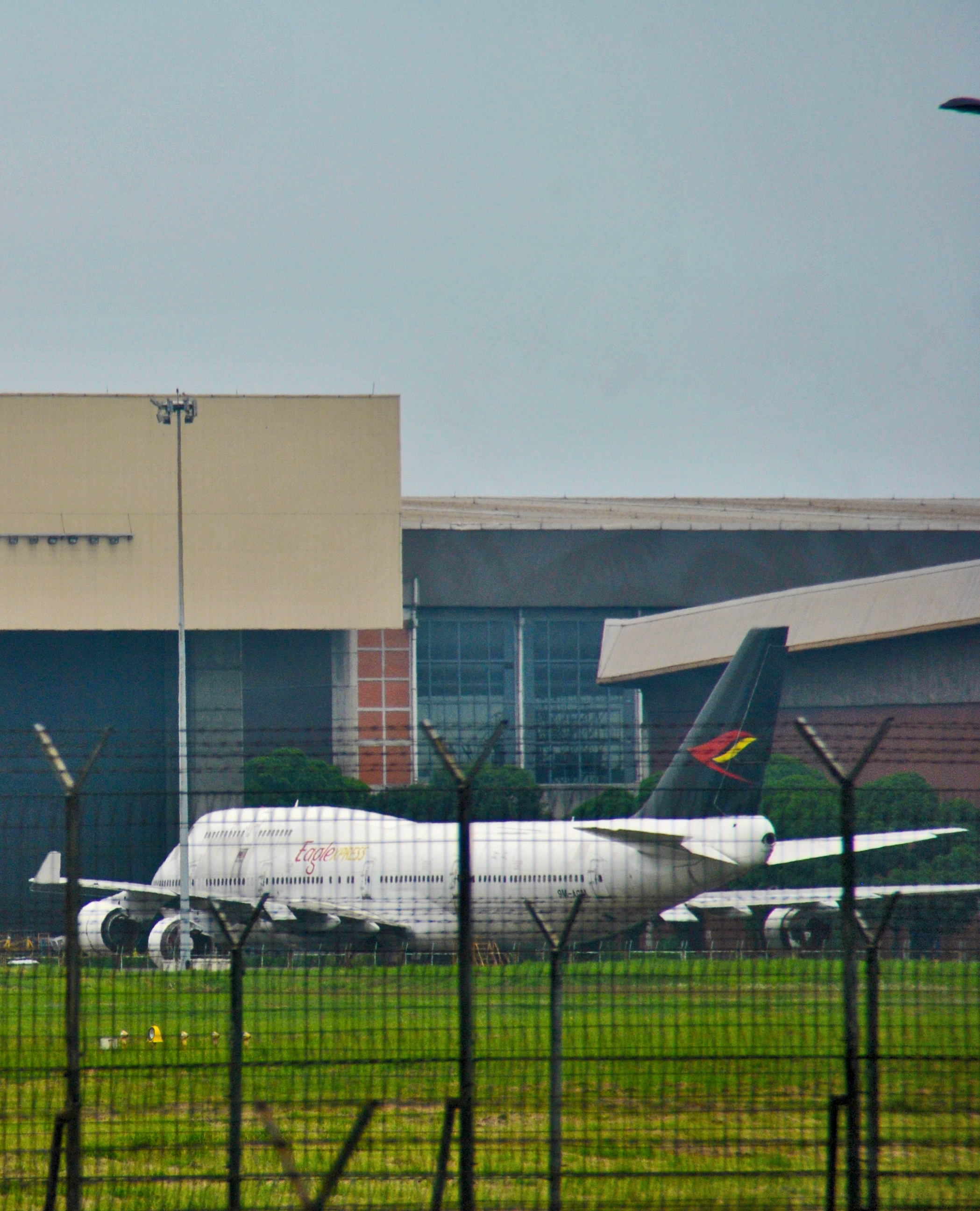
Eaglexpress Boeing 747-400

| Vliegtuig      | In Dienst | Bestellingen |
| -------------- | --------- | ------------ |
| Boeing 747-400 | 2         | —            |
| Totaal         | 2         | —            |